# Consell Nòrdic
El Consell Nòrdic (en danès i noruec Nordisk Råd, en finès Pohjoismaiden neuvosto, en islandès Norðurlandaráð, en suec Nordiska rådet) és un fòrum de cooperació entre els parlaments dels països nòrdics, així com de les zones autònomes de les illes Fèroe, Groenlàndia i les Illes Åland. Fou establert el 1952, quan es va adoptar un mercat laboral i una seguretat social comuns i el lliure moviment de ciutadans a través de les seves fronteres.
El Consell té la seu a Copenhaguen. No té cap poder per se: els parlaments de cada estat o regió autònoma membre n'han d'implementar les decisions.

## Membres
Els representants són membres del parlament dels seus respectius països o zones i són triats per aquests parlaments. El nombre de representants dels membres del Consell Nòrdic són 87:
- Dinamarca (20), dels quals:
  -  Fèroe (2)
  -  Groenlàndia (2)
- Finlàndia (20), dels quals:
  -  Åland (2)
- Islàndia (7)
- Noruega (20)
- Suècia (20)

## Història
Durant la Segona Guerra Mundial, Dinamarca i Noruega van ser ocupades per Alemanya; Finlàndia va ser atacada per la Unió Soviètica durant la Guerra d'Hivern; mentre que Suècia, encara que neutral, va continuar sentint els efectes de la guerra. Després de la guerra, els països nòrdics van perseguir la idea d'una unió de defensa escandinava per a assegurar la seva defensa mútua. No obstant això, Finlàndia, a causa de la seva política de neutralitat Paasikivi-Kekkonen i al tractat de FCMA amb l'URSS, no podia participar.
Es va proposar que els països nòrdics unifiquessin la seva política exterior i de defensa, es mantinguessin neutrals en cas de conflicte i no s'aliessin amb l'OTAN, alguna cosa que alguns planejaven en aquest moment. Els Estats Units, desitjós de tenir accés a bases a Escandinàvia i creient que els països nòrdics eren incapaços de defensar-se per si mateixos, van declarar que no assegurarien el suport militar a Escandinàvia si no entraven en l'OTAN. Quan Dinamarca i Noruega van buscar l'ajuda dels Estats Units per a la seva reconstrucció de postguerra, el projecte es va ensorrar i Dinamarca, Noruega i Islàndia es van unir a l'OTAN.
També va fracassar la cooperació nòrdica, com la unió duanera econòmica. Això va portar el primer ministre danès Hans Hedtoft a proposar, el 1951, un òrgan interparlamentari consultiu. Aquesta proposta va ser acordada per Dinamarca, Islàndia, Noruega i Suècia el 1952. La primera sessió del consell es va celebrar al Folketing, el parlament danès, el 13 de febrer de 1953 i va triar Hans Hedtoft com a president. Quan les relacions entre Finlàndia i la Unió Soviètica es van descongelar després de la mort de Ióssif Stalin, Finlàndia es va unir al consell el 1955.
El 2 de juliol de 1954 es va crear el mercat laboral nòrdic i, el 1958, sobre la base d'una zona lliure de passaports de 1952, es va crear la Unió Nòrdica de Passaports. Aquestes dues mesures garanteixen la lliure circulació dels ciutadans nòrdics per la zona. El 1955 es va posar en marxa un Conveni Nòrdic de Seguretat Social. També va haver-hi plans per a crear un mercat únic, però es van abandonar el 1959, poc abans que Dinamarca, Noruega i Suècia entressin en la Associació Europea de Lliure Comerç (AELC, més coneguda amb el sigle en anglès EFTA). Finlàndia es va filiar coma membre associat de la AELC el 1961 i Dinamarca i Noruega van sol·licitar l'adhesió a la Comunitat Econòmica Europea (CEE).
Aquest avanç cap a la CEE va fer que es desitgés un tractat nòrdic formal. El Tractat de Hèlsinki va definir el funcionament del consell i va entrar en vigor el 24 de març de 1962. En els anys següents es van produir nous avanços en la cooperació nòrdica: es van crear l'Escola Nòrdica de Salut Pública, el Fons Cultural Nòrdic i la Casa Nòrdica de Reykjavík. El Primer Ministre danès, Hilmar Baunsgaard, va proposar la plena cooperació econòmica («Nordek») en 1968. El Nordek es va acordar el 1970, però Finlàndia es va tirar enrere en afirmar que els seus vincles amb la Unió Soviètica li impedien establir estrets llaços econòmics amb els membres potencials de la CEE (Dinamarca i Noruega). El Nordek es va abandonar llavors.
Com a conseqüència, Dinamarca i Noruega van sol·licitar ingressar en la CEE i el 1971 es va crear el Consell de Ministres Nòrdic per a garantir la continuïtat de la cooperació nòrdica. El 1970 es va permetre als representants de les illes Fèroe i Åland participar en el Consell Nòrdic com a part de les delegacions danesa i finlandesa. Noruega va rebutjar l'ingrés en la CEE el 1972, mentre que Dinamarca va actuar com a pont entre la CEE i els països nòrdics. També el 1973, encara que no va optar per la plena adhesió a la CEE, Finlàndia va negociar un tractat de lliure comerç amb la CEE que, en la pràctica, va eliminar els drets de duana a partir de 1977, encara que va haver-hi períodes de transició fins a 1985 per a alguns productes. Suècia no es va adherir a causa de la seva política de no-aliança, l'objectiu de la qual era preservar la neutralitat. Posteriorment, Groenlàndia va abandonar la CEE i des de llavors ha buscat un paper més actiu en els assumptes circumpolars.
En els anys setanta del segle xx, el Consell Nòrdic va fundar el Fons Industrial Nòrdic, Nordtest i el Nordic Investment Bank. Les competències del Consell també es van ampliar per a incloure la protecció del medi ambient i, amb la finalitat de netejar la contaminació de la Mar Bàltica i l'Atlàntic Nord, es va crear una xarxa energètica conjunta. El 1983 es va crear el Consell Nòrdic de Política Científica i, el 1984, es va permetre als representants de Groenlàndia unir-se a la delegació danesa.
Després de l'esfondrament de la Unió Soviètica el 1991, el Consell Nòrdic va començar a cooperar més amb els estats bàltics i les noves organitzacions de la Mar Bàltica. Suècia i Finlàndia van ingressar en la Unió Europea (UE), successora de la CEE, el 1995. Noruega també ho va sol·licitar, però una vegada més va votar en contra de l'adhesió. No obstant això, Noruega i Islàndia sí que es van adherir a l'Espai Econòmic Europeu (EEE), que els va integrar econòmicament a la Unió Europea. La Unió Nòrdica de Passaports també es va integrar en l'Espai Schengen de la UE el 1996.

## Organització
El Consell celebra sessions ordinàries cada any a l'octubre o novembre i, en general, una sessió extra a l'any amb un tema específic. Les llengües oficials del Consell són el danès, el finès, l'islandès, el noruec i el suec, encara que només utilitza com a llengües de treball les llengües escandinaves mútuament intel·ligibles: el danès, el noruec i el suec. Aquestes tres constitueixen la primera llengua del voltant del 80% de la població de la regió i són apreses com a segona llengua o llengua estrangera pel 20% restant.
El 1971 es va establir el Consell Nòrdic de Ministres, que comparteix seu i personal amb el Consell Nòrdic. Es tracta d'un fòrum intergovernamental que complementa al Consell. El Consell i el Consell de Ministres participen en diverses formes de cooperació amb les zones veïnes del nord d'Europa, com l'estat alemany de Slesvig-Holstein, els països del Benelux, els països bàltics i Rússia.

## Observadors, convidats i altres cooperacions amb països i regions veïnes
D'acord amb l'article § 13 de les Regles de procediment del Consell Nòrdic, el Consell Parlamentari Sami és l'única institució amb estatus d'observador del Consell Nòrdic. D'acord amb el § 14, el Consell de la Joventut Nòrdic té l'estatus de "convidat" de manera permanent, i el Presidium "pot convidar representants d'òrgans electes popularment i altres persones a una sessió i concedir-los drets de paraula" com a convidats. Segons el consell, "en els darrers dos anys, convidats d'altres organitzacions internacionals i nòrdiques han pogut participar en els debats de les Sessions. Els visitants dels Estats Bàltics i del nord-oest de Rússia són els que majoritàriament aprofiten aquesta oportunitat. Els convidats que tinguin una connexió amb el tema en discussió estan convidats a la sessió temàtica".
El Consell de Ministres nòrdic ha establert quatre oficines fora de la regió nòrdica: a Estònia, Letònia, Lituània i l'estat alemany de Schleswig-Holstein. Les oficines formen part del secretariat del Consell Nòrdic de Ministres; segons el Consell de Ministres, la seva missió principal és promoure la cooperació entre els països nòrdics i els estats bàltics i promoure els països nòrdics en cooperació amb les seves ambaixades dins dels estats bàltics.
El Consell Nòrdic i el Consell de Ministres també defineixen Estònia, Letònia, Lituània i Rússia com a "àrees adjacents" i tenen una cooperació formal amb elles sota el marc de polítiques de les zones adjacents; en els darrers anys la cooperació s'ha centrat cada cop més a Rússia.
Històricament, el Consell Nòrdic havia estat un ferm defensor de la independència del Bàltic de la Unió Soviètica. Durant el pas cap a la independència dels estats bàltics el 1991, Dinamarca i Islàndia van pressionar per l'estatus d'observador al Consell nòrdic per a l'aleshores no sobiranes Estònia, Letònia i Lituània. Noruega i Finlàndia s'hi van oposar al moviment el 1991. La Unió Soviètica va oposar-se a la mesura, que va acusar el Consell Nòrdic d'implicar-se en els seus afers interns. El mateix any, el Consell Nòrdic es va negar a donar l'estatus d'observador als tres estats bàltics, en aquell moment no sobirans.
Si bé el Consell Nòrdic va rebutjar la sol·licitud dels estats bàltics per obtenir l'estatus d'observador formal, el consell té, tanmateix, una àmplia cooperació a diferents nivells amb tots els països veïns, inclosos els estats bàltics i Alemanya, especialment l'estat de Schleswig-Holstein. Representants de Schleswig-Holstein van ser presents com a convidats informals durant una sessió per primera vegada el 2016. L'estat té vincles històrics amb Dinamarca i cooperació transfronterera amb Dinamarca i té una població de la minoria danesa. Com a representants parlamentaris de Schleswig-Holstein, van ser elegits un membre de la Federació de Votants de Schleswig del Sud i un membre dels socialdemòcrates amb vincles amb la minoria danesa.
Les estructures polítiques sami desitjaven durant molt de temps una representació formal a les estructures del Consell Nòrdic, i finalment se'ls va concedir l'estatus d'observador a través del Consell Parlamentari sami. A més, els representants del poble sami s'inclouen de facto en activitats relacionades amb els seus interessos. A més, les Illes Fèroe han expressat els seus desitjos de ser membres de ple dret al Consell Nòrdic en lloc com a actual membre associat.
Tres dels membres del Consell Nòrdic (Suècia, Dinamarca i Finlàndia, tots Estats membres de la UE), l'Assemblea del Bàltic i el Benelux van intentar intensificar cooperació en el Mercat Únic Digital, així com debatre sobre qüestions socials, la Unió Econòmica i Monetària de la Unió Europea, la crisi dels migrants europeus i la cooperació en defensa. Les relacions exteriors arran de l'annexió de Crimea per part de Rússia i el referèndum constitucional turc de 2017 també estaven a l'ordre del dia.
Després de les eleccions al Parlament escocès de 2021, el membre del Parlament finlandès Mikko Kärnä va anunciar que llançaria una iniciativa al consell nòrdic per concedir a Escòcia l'estatus d'observador. La relació d'Escòcia amb els nòrdics també ha estat explorada pel periodista escocès Anthony Heron, que va entrevistar a Bertel Haarder sobre el tema.